# Sticky & Sweet Tour (álbum)
Sticky & Sweet é o terceiro álbum ao vivo da cantora estadunidense Madonna. O seu lançamento ocorreu em 26 de março de 2010, através da Warner Bros. Records. Foi o último álbum da cantora lançado por esta gravadora, sendo disponibilizado em CD, DVD, Blu-ray e digipak. A apresentação foi filmada no estádio River Plate em Buenos Aires, capital da Argentina, entre os dias 7 e 8 de dezembro de 2008, durante a etapa sul-americana da turnê Sticky & Sweet. O álbum contém as apresentações da turnê, e treze canções na edição em CD, acompanhado pela fotografia de Guy Oseary, empresário de Madonna. Antes de seu lançamento oficial, o concerto foi transmitido no canal VH1 e foi produzido pela companhia produtora de Madonna, Semtex Films.
Madonna comentou que não estava focada no lançamento do DVD devido ao dirigir o filme de aventura W.E. O disco recebeu revisões mistas por parte da mídia especializada, a qual prezou as interpretações do concerto, com muitos destacando a apresentação de "Into the Groove". Entretanto, outros resenhadores criticaram o disco, chamando-o de "sem vida". Comercialmente, obteve um bom desempenho, convertendo-se no décimo quarto álbum de Madonna a listar-se entre as dez melhores posições na Billboard 200, tabela musical estadunidense. Atingiu as dez melhores posições na Áustria, no Brasil, no Canadá, na Europa, na França, na Finlândia e em outras treze nações, ao passo que liderou as tabelas da Argentina, na Grécia, na Hungria e em outros três territórios; contudo, tornou-se um dos únicos álbuns de Madonna a não atingir as dez melhores posições na tabela britânica UK Albums Chart.

## Antecedentes e lançamento

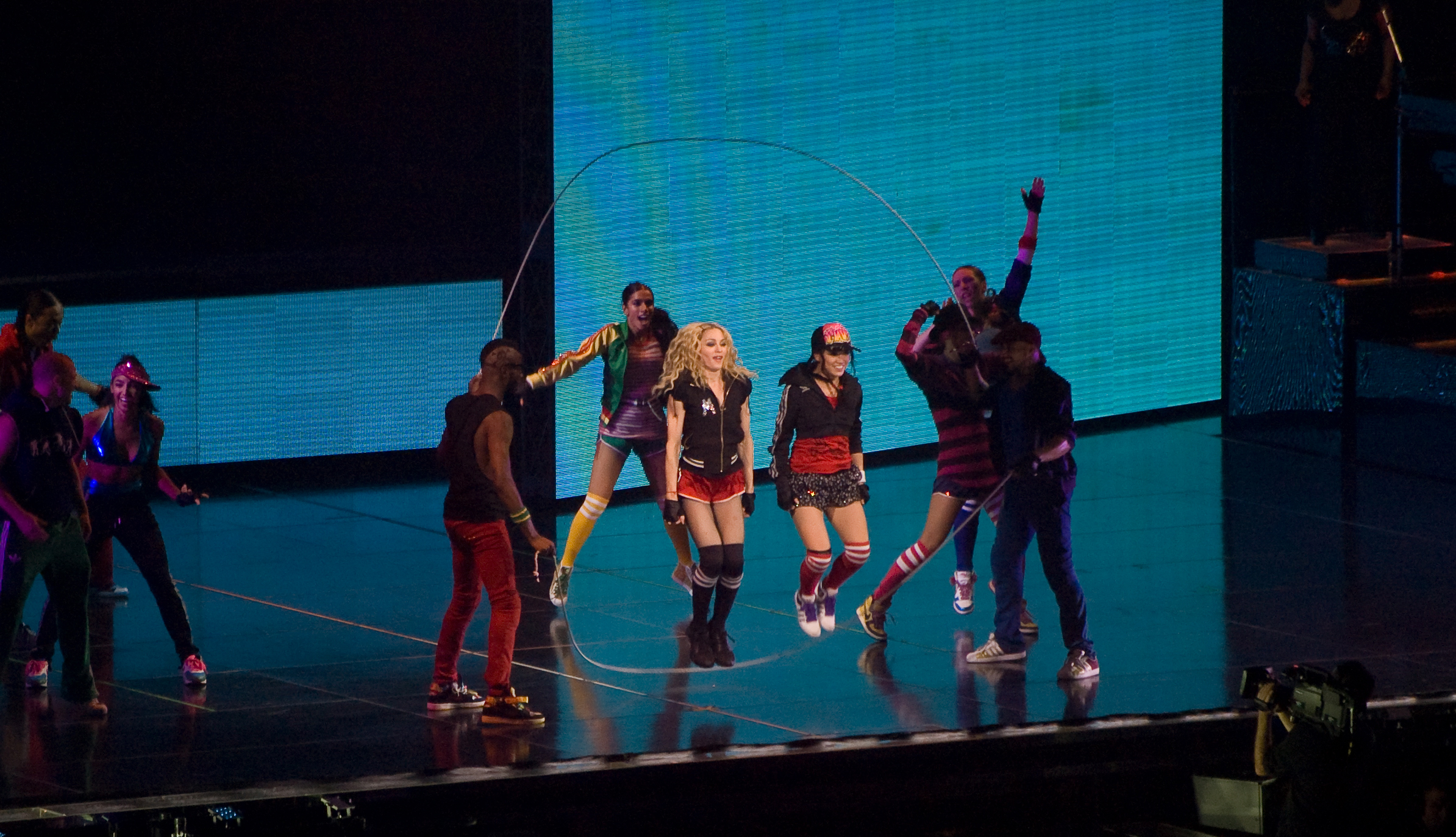
A apresentação de "Into the Groove" foi considerada o destaque da turnê.

Em 12 de março de 2010, foi divulgado na página oficial de Madonna na internet que o título do álbum seria Sticky & Sweet, juntamente com sua capa. Mais tarde, o título foi alterado para Sticky & Sweet Tour, com a capa do álbum também sendo alterada; contudo, o menu do disco nas edições em DVD e Blu-ray contém o título original do álbum. O disco contou com trinta minutos de imagens exclusivas, filmadas nos bastidores da turnê. Também foi incluída a apresentação de "Don't Cry for Me, Argentina", realizada exclusivamente nos concertos da turnê em sua etapa argentina. A foto da capa foi feita por Guy Oseary, empresário de Madonna, e foi digitalmente alterada, sendo removidos os bailarinos no palco realizando uma luta de boxe em um ringue. O show foi transmitido no canal VH1 em 2 de abril de 2010, dias depois de seu lançamento oficial. Em uma entrevista para a revista Interview, Madonna comentou que não estava focada no lançamento do DVD, devido ao dirigir o filme de aventura W.E. Ela disse:
| “ | Eu realmente não me foquei quanto deveria na parte musical da minha carreira, porque este filme acabou consumindo cada centímetro de mim. A não ser isso e meus filhos, eu não tenho tempo e energia para pensar em outra coisa. Por exemplo, eu aprecio muitas pessoas que trabalharam duro por muito tempo juntando coisas como o DVD da turnê Sticky & Sweet que acabamos de lançar, e eu vi o produto finalizado, mas eu não tive nenhuma ideia de como as pessoas vão descobrir coisas sobre isso, ou como ele vai ser vendido. | ” |

O DVD foi disponibilizado em 26 de março de 2010 na Alemanha, na Austrália e no México. Três dias depois, foi lançado no Brasil, na França, na Polônia, em Portugal e no Reino Unido. Um dia depois, foi comercializado no resto do continente europeu. Nos Estados Unidos, o disco foi lançado em 6 de abril de 2010, dois dias depois da transmissão do concerto da turnê no canal VH1. A revista Spin colaborou com a página oficial de Madonna e lançou uma campanha promocional para o lançamento do álbum, que incluiu um DVD autografado do show, uma camiseta da turnê Sticky & Sweet, um livro de fotos da turnê, um programa oficial da digressão e uma assinatura de um ano na página oficial de Madonna.

## Análise da crítica
| Críticas profissionais     | Críticas profissionais |
| Avaliações da crítica      | Avaliações da crítica  |
| Fonte                      | Avaliação              |
| -------------------------- | ---------------------- |
| Allmusic                   | [ 15 ]                 |
| Bloomberg Television       | [ 16 ]                 |
| Canada.com                 | [ 17 ]                 |
| Digital Spy                | [ 18 ]                 |
| Entertainment Weekly       | (B+)                   |
| The Independent            | [ 20 ]                 |
| The Irish Times            | (favorável)            |
| Rolling Stone              | [ 22 ]                 |
| Seattle Post-Intelligencer | (favorável)            |

O álbum recebeu resenhas mistas por parte da mídia especializada. Mikael Wood, da revista Entertainment Weekly, deu ao álbum um B+ e comentou que "este CD+DVD não pode replicar a presença no show, a Sticky & Sweet — filmada em Buenos Aires, em 2008 — capta a raia rejuvenescedora do espetáculo, como na garagem-eletrônica 'Hung Up'. A produção, também; um documentário por-trás-das-câmeras que realmente se passa por trás das câmeras". Andy Gill, do jornal The Independent, concedeu ao disco duas estrelas de cinco possíveis, resenhando que "para toda a multidão espalhada ao redor do palco, é desinteressante o que pop se tornou; totalmente sem vida, apesar da atividade fervorosa". Mayer Nissim, do Digital Spy, sentiu que "apesar de seu charme absurdo, este CD não vai provocar a redescoberta de Hard Candy, que parece ter se deslocado. Dito isto, ainda é uma explosão de entretenimento do início ao fim. Com a gravação em DVD da turnê excepcionalmente estranha, este álbum vale definitivamente o preço da entrada inteira para qualquer um que ainda tem pouco interesse na Mãe/Rainha do Pop". Mark Beech, da Bloomberg Television, deu ao disco duas estrelas e meia de uma escala que vai até cinco, dizendo que "é intrigante como a nota-perfeita de Madonna está correndo e fazendo rachas". A revista Rolling Stone concedeu ao álbum três estrelas e maia de cinco possíveis, e resenhou que "os remixes característicos são agitados, como uma nova mistura de 'Vogue' e o funk estridente de '4 Minutes'".

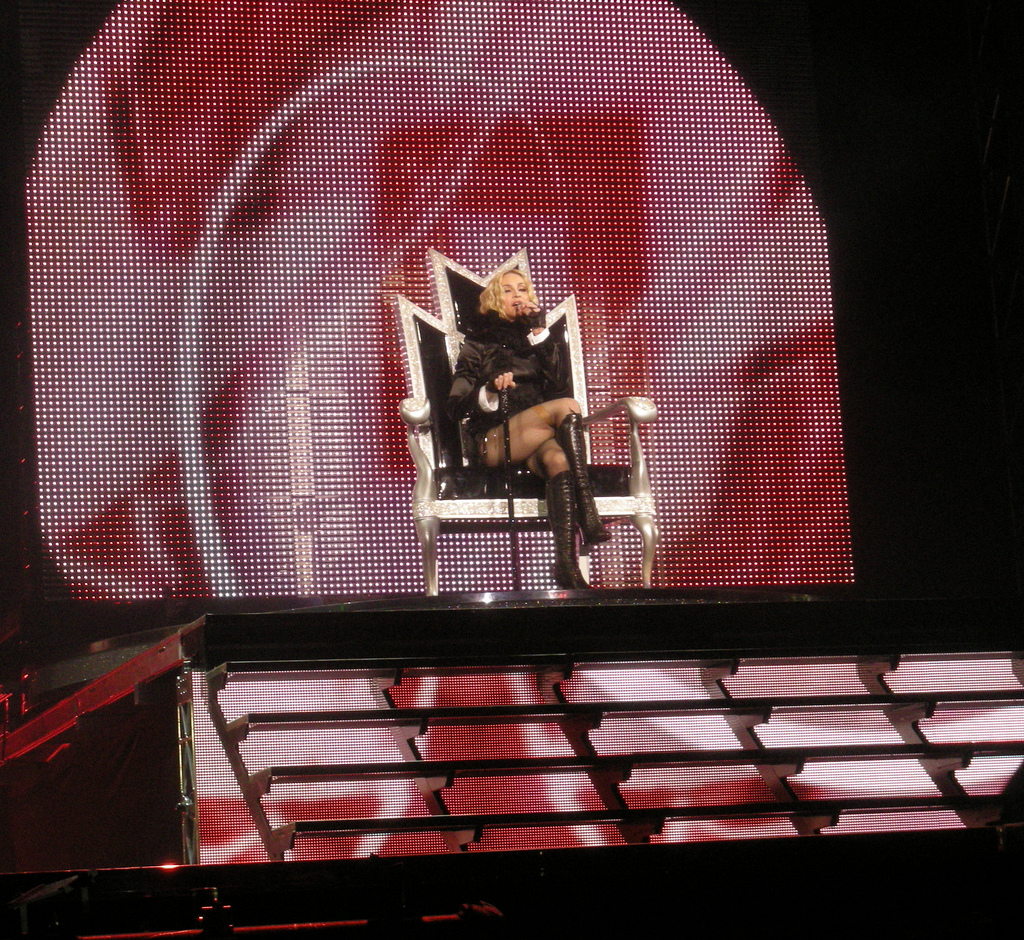
O show se inicia com apresentação de "Candy Shop", antecedida pelo interlúdio "The Sweet Machine".

Justin Kanter, do Seattle Post-Intelligencer, prezou o concerto, escrevendo que "ao longo de duas horas ininterruptas e completas, vemos uma abundância de conjuntos de grandiosos efeitos especiais, uma volumosa linha de dançarinos; som e engenharia precisos e sequenciados e nitidamente produzidos, [interlúdios com] vídeos musicais repletos de celebridades (...) Inquestionavelmente, é Madonna e o show real da companhia — todo o espetáculo de música, dança, estilo e atitude — que fazem a Sticky & Sweet Tour ser um acontecimento altamente revigorante e memorável. Entretanto, Kanter disse que as interpretações de "Borderline" "Human Nature" foram "decepcionáveis". Ben Kaplan, do Canada.com, analisou que "Sticky & Sweet Tour é o documentário de uma mulher nos seus cinquenta anos que, na verdade, atingiu o topo depois que a maioria das pessoas achavam que ela não conseguiria. Madonna não fala com um sotaque britânico em seu novo disco, mas mesmo que falasse, isso não importa: A maioria das brincadeiras nos estágios são abafadas pelo rugido da multidão". Kaplan também elogiou a interpretação de "Into the Groove", citando-a como o destaque da digressão. Tony clayton-Lea, do jornal irlandês The Irish Times, revisou positivamente o disco, resenhando que "Madonna tem experiência suficiente para saber o que funciona e o que não funciona. É isso que faz a turnê Sticky & Sweet ser uma proposta tão interessante: um filme soberbamente filmado dos 'quatro atos' do show que mistura músculos com a música, e a profundidade com destreza". Stephen Thomas Erlewine, do portal Allmusic, atribuiu ao álbum duas estrelas de uma escala que vai até cinco, comentando que "uma vez que grande parte da turnê dependeu de espetáculos exagerados, Sticky & Sweet Tour é mais experimental em vídeo em vez de um CD — mas mesmo em vídeo, este não se classificada como um dos melhores álbuns ao vivo de Madonna, pois há muita pressão e pouca inspiração no show".

## Desempenho comercial
De acordo com a Nielsen SoundScan, Sticky & Sweet Tour comercializou 28 mil cópias em sua semana de lançamento nos Estados Unidos, debutando na 10ª posição da tabela musical Billboard 200. Com isto, tornou-se o décimo nono álbum de Madonna a listar-se entre as dez melhores posições no periódico, fazendo a artista empatar com Bob Dylan no sexto lugar entre os artistas com mais álbuns a entrar nas dez melhores posições na tabela, ficando atrás dos The Rolling Stones (com 36 álbuns), Frank Sinatra (com 33 álbuns), The Beatles, Barbara Streisand e Elvis Presley (com 30 álbuns cada um). A edição do álbum em Blu-ray comercializou 5 mil cópias nos Estados Unidos, estreando na liderança da compilação Billboard Top Music Videos. Tornou-se o nono álbum de Madonna a liderar esta tabela, fazendo a cantora ficar atrás de Bill Gaither e Gloria Gaither, em que ambos possuem quinze álbuns a liderar a compilação. Na semana seguinte, o disco atingiu a 57ª posição da Billboard 200, com 8 mil cópias sendo comercializadas em território estadunidense. Ao todo, o álbum vendeu 65 mil cópias nesta nação, sendo que a edição do disco em Blu-ray vendeu cerca de 17 mil cópias. No Canadá, Sticky & Sweet Tour debutou na terceira posição da tabela Canadian Albums Chart, com cerca de 6 mil cópias do álbum sendo comercializadas em território canadense.
No Japão, o disco estreou na décima posição da tabela Oricon, permanecendo no periódico por oito semanas. Tornou-se o vigésimo álbum de Madonna a ascender na compilação, estabelecendo a ela o recorde de artista internacional com mais álbuns a qualificar-se nas dez melhores posições na tabela, cujo recorde até então pertencente aos The Beatles. Adicionalmente, ela converteu-se na artista mais velha a ter um álbum a listar-se entre as dez melhores posições na tabela musical japonesa. Na Austrália, o DVD atingiu a terceira posição na tabela ARIA Top 40 Music DVD, enquanto conseguiu a 20ª posição como máxima entre os álbuns mais vendidos na Nova Zelândia. Posteriormente, foi certificado como ouro pela Australian Recording Industry Association (ARIA), denotando vendas de 10 mil cópias do álbum em território australiano. No Reino Unido, o disco conseguiu a 17ª posição como melhor na tabela UK Albums Chart vendendo 17 mil cópias, de acordo com a The Official Charts Company (OCC). O álbum foi bem sucedido em outros mercados, liderando tabelas gregas, húngaras, mexicanas, norueguesas e portuguesas, ao passo que atingiu as dez melhores posições na Áustria, na Bélgica (em ambas as regiões Flandres e Valônia), na Finlândia, na Franca, na Irlanda, na Itália, na Polônia, na República Tcheca, na Suécia e na Suíça. Este desempenho positivo do disco em países fez com que atingisse a segunda posição na tabela European Top 100 Albums.

## Lista de faixas
| Edição em DVD e Blu-ray |                                                               | |                                                                     |         |  |
| N.º                     | Título                                                        | Compositor(es)                                                                                           | Demonstração(ões)                                                   | Duração |  |
| 1.                      | "The Sweet Machine" (interlúdio)                              | Pharrell Williams Madonna Timothy Mosley Justin Timberlake Nathaniel "Danja" Hills                       | "Manipulated Living", "Give It 2 Me", "4 Minutes"                   | 3:30    |  |
| 2.                      | "Candy Shop" (mistura)                                        | Williams Madonna                                                                                         | "Beat Goes On", "4 Minutes"                                         | 3:42    |  |
| 3.                      | "Beat Goes On" (com Kanye West e Pharrell Williams) (mistura) | Williams Madonna Kanye West                                                                              | "And the Beat Goes On"                                              | 4:28    |  |
| 4.                      | "Human Nature" (com Britney Spears)                           | Madonna Dave Hall Shawn McKenzie Kevin McKenzie Milo Deering                                             | "Gimme More", "What You Need"                                       | 3:53    |  |
| 5.                      | "Vogue" (2008)                                                | Madonna Robert "Shep" Pettibone Timberlake Mosley Hills                                                  | "Give It 2 Me", "4 Minutes"                                         | 4:31    |  |
| 6.                      | "Die Another Day" (2008)                                      | Madonna Mirwais Ahmadzaï                                                                                 | "Planet Rock", "Looking for the Perfect Beat"                       | 3:00    |  |
| 7.                      | "Into the Groove" (2008)                                      | Madonna Stephen Bray                                                                                     | "Toop Toop", "It's Like That", "Double Dutch Bus", "Apache", "Jump" | 5:41    |  |
| 8.                      | "Heartbeat"                                                   | Williams Madonna                                                                                         |                                                                     | 4:52    |  |
| 9.                      | "Borderline"                                                  | Reggie Lucas                                                                                             |                                                                     | 3:45    |  |
| 10.                     | "She's Not Me"                                                | Williams Madonna                                                                                         |                                                                     | 4:39    |  |
| 11.                     | "Music" (2008)                                                | Madonna Ahmadzaï                                                                                         | "Put Your Hands Up 4 Detroit", "Last Night A DJ Saved My Life"      | 5:07    |  |
| 12.                     | "Rain" (mistura com "Here Comes the Rain Again")              | Madonna Pettibone Annie Lenox David A. Stewart                                                           | "Here Comes the Rain Again"                                         | 3:54    |  |
| 13.                     | "Devil Wouldn't Recognize You"                                | Madonna Timberlake Mosley Hills Joe Henry                                                                |                                                                     | 5:29    |  |
| 14.                     | "Spanish Lesson"                                              | Williams Madonna                                                                                         |                                                                     | 3:56    |  |
| 15.                     | "Miles Away"                                                  | Madonna Timberlake Mosley Hills                                                                          |                                                                     | 4:48    |  |
| 16.                     | "La Isla Bonita" (mistura com "Pala Tute")                    | Madonna Patrick Leonard Bruce Gaitsch Eugene Hutz Thomas Gobena Oren Kaplan Yuri Lemshev Sergey Ryabtzev | "Pala Tute"                                                         | 5:35    |  |
| 17.                     | "Me Darava/Doli Doli"                                         | Alexander Kolpakov                                                                                       |                                                                     | 3:04    |  |
| 18.                     | "You Must Love Me"                                            | Tim Rice Andrew Lloyd Webber                                                                             |                                                                     | 3:31    |  |
| 19.                     | "Don't Cry for Me, Argentina"                                 | Rice Webber                                                                                              |                                                                     | 2:51    |  |
| 20.                     | "Get Stupid" (mistura)                                        | Williams Madonna West Timberlake Mosley Hills Hannon Lane                                                | "Give It 2 Me", "4 Minutes", "Voices", "Beat Goes On"               | 3:02    |  |
| 21.                     | "4 Minutes" (com Justin Timberlake e Timbaland)               | Madonna Timberlake Mosley Hills                                                                          |                                                                     | 4:42    |  |
| 22.                     | "Like a Prayer" (2008)                                        | Madonna Leonard                                                                                          | "Feels Like Home"                                                   | 5:32    |  |
| 23.                     | "Ray of Light"                                                | |                                                                     | 8:51    |  |
| 24.                     | "Like a Virgin"                                               | Tom Kelly Billy Steinberg                                                                                |                                                                     | 2:53    |  |
| 25.                     | "Hung Up" (mistura com "A New Level")                         | Madonna Stuart Price Benny Andersson Björn Ulvaeus                                                       | "Gimme! Gimme! Gimme! (A Man After Midnight)", "A New Level"        | 6:06    |  |
| 26.                     | "Give It 2 Me" (com Pharrell Williams)                        | Williams Madonna                                                                                         |                                                                     | 7:52    |  |
| 27.                     | "Credits"                                                     | |                                                                     | 5:42    |  |
| Duração total:          | Duração total:                                                | Duração total:                                                                                           | Duração total:                                                      | 138:54  |  |

### Edições em CD edownloaddigital
| Edição em CD   |                                                               |                                                             |                                                                |         |  |
| N.º            | Título                                                        | Compositor(es)                                              | Demonstração(ões)                                              | Duração |  |
| 1.             | "Candy Shop" (mistura)                                        | Williams Madonna                                            | "Beat Goes On", "4 Minutes"                                    | 3:45    |  |
| 2.             | "Beat Goes On" (com Kanye West e Pharrell Williams) (mistura) | Williams Madonna West                                       | "And the Beat Goes On"                                         | 4:24    |  |
| 3.             | "Human Nature" (com Britney Spears)                           | Madonna Hall S. McKenzie K. McKenzie Deering                | "Gimme More", "What You Need"                                  | 3:53    |  |
| 4.             | "Vogue" (2008)                                                | Madonna Pettibone Timberlake Mosley Hills                   | "Give It 2 Me", "4 Minutes"                                    | 4:31    |  |
| 5.             | "She's Not Me"                                                | Williams Madonna                                            |                                                                | 4:39    |  |
| 6.             | "Music" (2008)                                                | Madonna Ahmadzaï                                            | "Put Your Hands Up 4 Detroit", "Last Night A DJ Saved My Life" | 5:07    |  |
| 7.             | "Devil Wouldn't Recognize You"                                | Madonna Timberlake Mosley Hills Joe Henry                   |                                                                | 5:42    |  |
| 8.             | "Spanish Lesson"                                              | Williams Madonna                                            |                                                                | 3:56    |  |
| 9.             | "La Isla Bonita" (mistura com "Pala Tute")                    | Madonna Leonard Gaitsch Hutz Gobena Kaplan Lemshev Ryabtzev | "Pala Tute"                                                    | 5:35    |  |
| 10.            | "You Must Love Me"                                            | Rice Webber                                                 |                                                                | 3:45    |  |
| 11.            | "Get Stupid" (mistura)                                        | Williams Madonna West Timberlake Mosley Hills Lane          | "Give It 2 Me", "4 Minutes", "Voices", "Beat Goes On"          | 3:04    |  |
| 12.            | "Like a Prayer" (2008)                                        | Madonna Leonard                                             | "Feels Like Home"                                              | 5:31    |  |
| 13.            | "Give It 2 Me" (com Pharrell Williams)                        | Williams Madonna                                            |                                                                | 8:19    |  |
| Duração total: | Duração total:                                                | Duração total:                                              | Duração total:                                                 | 63:04   |  |

| Edição da iTunes Store |                                                               |                                                             |                                                                |         |  |
| N.º                    | Título                                                        | Compositor(es)                                              | Demonstração(ões)                                              | Duração |  |
| 1.                     | "Candy Shop" (mistura)                                        | Williams Madonna                                            | "Beat Goes On", "4 Minutes"                                    | 3:45    |  |
| 2.                     | "Beat Goes On" (com Kanye West e Pharrell Williams) (mistura) | Williams Madonna Kanye West                                 | "And the Beat Goes On"                                         | 4:28    |  |
| 3.                     | "Human Nature" (com Britney Spears)                           | Madonna Hall, S. McKenzie K. McKenzie Deering               | "Gimme More", "What You Need"                                  | 3:52    |  |
| 4.                     | "Vogue" (2008)                                                | Madonna Pettibone Timberlake Mosley Hills                   | "Give It 2 Me", "4 Minutes"                                    | 4:47    |  |
| 5.                     | "Heartbeat" (faixa bônus)                                     | Williams Madonna                                            |                                                                | 4:03    |  |
| 6.                     | "Borderline" (faixa bônus)                                    | Reggie Lucas                                                |                                                                | 3:46    |  |
| 7.                     | "She's Not Me"                                                | Williams Madonna                                            |                                                                | 4:37    |  |
| 8.                     | "Music" (2008)                                                | Madonna Ahmadzaï                                            | "Put Your Hands Up 4 Detroit", "Last Night A DJ Saved My Life" | 5:10    |  |
| 9.                     | "Devil Wouldn't Recognize You"                                | Madonna Timberlake Mosley Hills Joe Henry                   |                                                                | 5:29    |  |
| 10.                    | "Spanish Lesson"                                              | Williams Madonna                                            |                                                                | 3:56    |  |
| 11.                    | "La Isla Bonita" (mistura com "Pala Tute")                    | Madonna Leonard Gaitsch Hutz Gobena Kaplan Lemshev Ryabtzev | "Pala Tute"                                                    | 5:35    |  |
| 12.                    | "You Must Love Me"                                            | Rice Webber                                                 |                                                                | 3:44    |  |
| 13.                    | "Get Stupid" (mistura)                                        | Williams Madonna West Timberlake Mosley Hills Lane          | "Give It 2 Me", "4 Minutes", "Voices", "Beat Goes On"          | 3:02    |  |
| 14.                    | "4 Minutes" (com Justin Timberlake e Timbaland) (faixa bônus) | Madonna Timberlake Mosley Hills                             |                                                                | 4:40    |  |
| 15.                    | "Like a Prayer" (2008)                                        | Madonna Leonard                                             | "Feels Like Home"                                              | 5:48    |  |
| 16.                    | "Ray of Light" (faixa bônus)                                  |                                                             |                                                                | 4:53    |  |
| 17.                    | "Give It 2 Me" (com Pharrell Williams)                        | Williams Madonna                                            |                                                                | 8:19    |  |
| Duração total:         | Duração total:                                                | Duração total:                                              | Duração total:                                                 | 80:57   |  |

| Edição da Amazon.com |                                                               |                                                             |                                                                |         |  |
| N.º                  | Título                                                        | Compositor(es)                                              | Demonstração(ões)                                              | Duração |  |
| 1.                   | "Candy Shop"                                                  | Williams Madonna                                            | "Beat Goes On", "4 Minutes"                                    | 3:45    |  |
| 2.                   | "Beat Goes On" (com Kanye West e Pharrell Williams))          | Williams Madonna Kanye West                                 | "And the Beat Goes On"                                         | 4:28    |  |
| 3.                   | "Human Nature" (com Britney Spears)                           | Madonna Hall S. McKenzie K. McKenzie Deering                | "Gimme More", "What You Need"                                  | 3:52    |  |
| 4.                   | "Vogue"                                                       | Madonna Pettibone Timberlake Mosley Hills                   | "Give It 2 Me", "4 Minutes"                                    | 4:47    |  |
| 5.                   | "Borderline"                                                  | Reggie Lucas                                                |                                                                | 3:46    |  |
| 6.                   | "She's Not Me"                                                | Williams Madonna                                            |                                                                | 4:37    |  |
| 7.                   | "Music" (2008)                                                | Madonna Ahmadzaï                                            | "Put Your Hands Up 4 Detroit", "Last Night A DJ Saved My Life" | 5:10    |  |
| 8.                   | "Devil Wouldn't Recognize You"                                | Madonna Timberlake Mosley Hills Joe Henry                   |                                                                | 5:29    |  |
| 9.                   | "Spanish Lesson"                                              | Williams Madonna                                            |                                                                | 3:56    |  |
| 10.                  | "Miles Away"                                                  | Madonna Timberlake Mosley Hills                             |                                                                | 4:49    |  |
| 11.                  | "La Isla Bonita" (2008)                                       | Madonna Leonard Gaitsch Hutz Gobena Kaplan Lemshev Ryabtzev | "Pala Tute"                                                    | 5:35    |  |
| 12.                  | "You Must Love Me"                                            | Rice Webber                                                 |                                                                | 3:44    |  |
| 13.                  | "Get Stupid" (mistura)                                        | Williams Madonna West Timberlake Mosley Hills Lane          | "Give It 2 Me", "4 Minutes", "Voices", "Beat Goes On"          | 3:02    |  |
| 14.                  | "4 Minutes" (com Justin Timberlake e Timbaland) (faixa bônus) | Madonna Timberlake Mosley Hills                             |                                                                | 4:40    |  |
| 15.                  | "Like a Prayer" (2008)                                        | Madonna Leonard                                             | "Feels Like Home"                                              | 5:48    |  |
| 16.                  | "Ray of Light" (faixa bônus)                                  |                                                             |                                                                | 4:53    |  |
| 17.                  | "Give It 2 Me" (com Pharrell Williams)                        | Williams Madonna                                            |                                                                | 8:19    |  |
| Duração total:       | Duração total:                                                | Duração total:                                              | Duração total:                                                 | 85:46   |  |

Notas
- "Like a Virgin" foi apresentada apenas em Buenos Aires e no Rio de Janeiro, enquanto "Don't Cry for Me, Argentina" foi apresentada apenas nos concertos da Argentina.
- Há duas versões do álbum na iTunes Store: a primeira contém as faixas acima e um livreto digital. A segunda versão contém apenas as treze faixas da edição em CD, sem o livreto digital.[52]

Formatos
- Edições em CD e DVD: edição em digipak, contendo dois discos: o DVD do concerto em Buenos Aires e o CD com treze faixas.[12]
- Edições em CD e Blu-ray: a edição em Blu-ray contém o concerto gravado em Buenos Aires em alta definição; a edição em CD contém treze faixas. O Blu-ray foi lançado apenas na Europa e na América Latina.[10]
- Primeira edição da iTunes Store: contém as treze faixas da edição em CD, quatro faixas bônus: "Heartbeat", "Borderline", "4 Minutes" e "Ray of Light", além de um livreto digital.[53]
- Segunda edição da iTunes Sotre: contém as treze faixas da edição em CD e três faixas bônus: "Borderline", "4 Minutes" e "Ray of Light". Esta versão não contém um livreto digital.[54]
- Edição da Amazon.com: contém as treze faixas da edição em CD e quatro faixas bônus: "Borderline", "Miles Away", "4 Minutes" e "Ray of Light".[13]

## Créditos
Lista-se abaixo os profissionais envolvidos na elaboração de Sticky & Sweet Tour, de acordo com o encarte do vídeo:
| - Direção: Nathan Rissman, Nick Wickham - Direção transmissiva: Jamie King - Companhia de produção: Semtex Films - Produção: Sara Martin | - Produção executiva: Madonna, Guy Oseary, Nicola Doning - Fotografia: Darius Khondji - Edição: Jamie King, Nathan Rissman - Estilista: Arianne Phillips |

## Desempenho nas tabelas musicais

### Tabelas semanais
| Tabela musical (2010)                  | Melhor posição |
| -------------------------------------- | -------------- |
| Alemanha (GfK Entertainment Charts)    | 11             |
| Argentina (CAPIF)                      | 1              |
| Austrália (ARIA Charts)                | 3              |
| Áustria (Ö3 Austria Top 40)            | 3              |
| Bélgica (Ultratop 50 de Flandres)      | 4              |
| Bélgica (Ultratop 40 de Valônia)       | 4              |
| Brasil (PMB)                           | 2              |
| Canadá (Canadian Albums Chart)         | 3              |
| Coreia do Sul (Gaon Music Chart)       | 2              |
| Dinamarca (Hitlisten)                  | 27             |
| Espanha (PROMUSICAE)                   | 3              |
| Estados Unidos (Billboard 200)         | 10             |
| Estados Unidos (Top Music Videos)      | 1              |
| Europa (European Top 100 Albums)       | 2              |
| Finlândia (IFPI Finlândia)             | 7              |
| França (SNEP)                          | 6              |
| Grécia (IFPI Grécia)                   | 1              |
| Hungria (MAHASZ)                       | 1              |
| Irlanda (Ireland DVD Chart)            | 2              |
| Itália (FMI)                           | 2              |
| Japão (Oricon)                         | 10             |
| México (AMPROFON)                      | 1              |
| Noruega (VG-lista)                     | 1              |
| Nova Zelândia (Recorded Music NZ)      | 20             |
| Países Baixos (MegaCharts)             | 4              |
| Polônia (ZPAV)                         | 5              |
| Portugal (AFP)                         | 1              |
| Reino Unido (UK Albums Chart)          | 17             |
| República Checa (IFPI Česká Republika) | 2              |
| Suécia (Sverigetopplistan)             | 5              |
| Suíça (Schweizer Hitparade)            | 5              |

| Tabela musical (2010)             | Posição |
| --------------------------------- | ------- |
| Argentina (CAPIF)                 | 10      |
| Estados Unidos (Top Music Videos) | 11      |
| México (AMPROFON)                 | 27      |

### Precessão e sucessão
| Gráficos de sucessão                                           | Gráficos de sucessão                                                                           | Gráficos de sucessão                                |
| -------------------------------------------------------------- | ---------------------------------------------------------------------------------------------- | --------------------------------------------------- |
| Precedido por Sting in the Tail por Scorpions                  | Álbuns número um na IFPI Grécia 4 de abril de 2010 – 19 de abril de 2010                       | Sucedido por Still the Orchestra Plays por Savage   |
| Precedido por Michael Jackson's This Is It por Michael Jackson | Álbuns número um na Hungarian DVD Chart 28 de março de 2010 – 30 de maio de 2010               | Sucedido por 30 éves Jubileumi Koncert por Beatrice |
| Precedido por Dejarte de Amar por Camila                       | Álbuns número um no Mexican Albums Chart 4 de abril de 2010 – 11 de abril de 2010              | Sucedido por Dejarte de Amar por Camila             |
| Precedido por Tiago Bettencourt & Mantha por Em Fuga           | Álbuns número um na Associação Fonográfica Portuguesa 5 de abril de 2010 – 26 de abril de 2010 | Sucedido por Longe por Pedro Abrunhosa              |

## Vendas e certificações
| Região | Certificação | Vendas   |
| --- | ------------ | -------- |
| Alemanha (BVMI) | Ouro         | 250 000^ |
| Austrália (ARIA) | Ouro         | 7 500^   |
| Costa Rica (IFPI) | Ouro         | 6 000x   |
| França (SNEP) | Ouro         | 50,400*  |
| Grécia (IFPI Grécia) | Ouro         | 3,000^   |
| Itália (FIMI) | Platina      | 60,000*  |
| México (AMPROFON) | Ouro         | 30,000^  |
| Polônia (ZPAV) | Ouro         | 5,000*   |
| Rússia (2M) | Ouro         | 5 000*   |
| ^distribuições baseadas apenas na certificação *números de vendas baseados somente na certificação xdistribuições não-especificadas baseadas apenas na certificação |              |          |

## Histórico de lançamento
| País           | Data                | Gravadora            | Formato(s)                                                 |
| -------------- | ------------------- | -------------------- | ---------------------------------------------------------- |
| Alemanha       | 26 de março de 2010 | Warner Bros. Records | CD DVD CD+DVD digipak CD+ Blu-ray Blu-ray download digital |
| Austrália      | 26 de março de 2010 | Warner Bros. Records | CD DVD CD+DVD digipak CD+ Blu-ray Blu-ray download digital |
| México         | 26 de março de 2010 | Warner Bros. Records | CD DVD CD+DVD digipak CD+ Blu-ray Blu-ray download digital |
| Reino Unido    | 29 de março de 2010 | Warner Bros. Records | CD DVD CD+DVD digipak CD+ Blu-ray Blu-ray download digital |
| França         | 29 de março de 2010 | Warner Bros. Records | CD DVD CD+DVD digipak CD+ Blu-ray Blu-ray download digital |
| Portugal       | 29 de março de 2010 | Warner Bros. Records | CD DVD CD+DVD digipak CD+ Blu-ray Blu-ray download digital |
| Brasil         | 29 de março de 2010 | Warner Bros. Records | CD DVD CD+DVD digipak CD+ Blu-ray Blu-ray download digital |
| Polônia        | 29 de março de 2010 | Warner Bros. Records | CD DVD CD+DVD digipak CD+ Blu-ray Blu-ray download digital |
| Europa         | 30 de março de 2010 | Warner Bros. Records | CD DVD CD+DVD digipak CD+ Blu-ray Blu-ray download digital |
| Estados Unidos | 1 de abril de 2010  | Warner Bros. Records | CD DVD CD+DVD digipak CD+ Blu-ray Blu-ray download digital |